# Еремеево (Можайский район)
Еремеево — деревня в Можайском районе Московской области в составе Порецкого сельского поселения. Численность постоянного населения по Всероссийской переписи 2010 года — 14 человек. До 2006 года Еремеево входило в состав Порецкого сельского округа.
Деревня расположена на северо-западе района, у границы с Шаховским, примерно в 46 км к от Можайска, на правом берегу реки Иночь, высота центра над уровнем моря 223 м. Ближайшие населённые пункты — Кожино на севере и Наричино на востоке.